# Beata zeteki
Beata zeteki là một loài nhện trong họ Salticidae.
Loài này thuộc chi Beata. Beata zeteki được Arthur Merton Chickering miêu tả năm 1946.